# Kai Gotthardt
Kai Gotthardt (Stuttgart, 13 juli 1995) is een Duits darter. 

## Carrière
Gotthardt maakte zijn debuut op de PDC Euro Tour tijdens de European Darts Grand Prix 2020 door zich te kwalificeren via de Host Nation Qualifiers. Hij verloor in de eerste ronde van David Evans met 3-6.
Ook voor de  International Darts Open 2024 plaatste hij zich via de Host Nation Qualifiers. Hij verloor in de eerste ronde van Brendan Dolan met 2-6.
Tijdens de World Masters 2024 in Boedapest bereikte Gotthardt de finale, waar hij met 7-3 verloor van Wesley Plaisier.
Op 8 november 2024 wist Gotthardt de finale van de PDC Europe Super League te winnen door Paul Krohne met 8-7 te verslaan. Zo wist hij zich voor het eerst te kwalificeren voor het PDC World Darts Championship 2025. In de eerste ronde werd Gotthardt geloot tegen Alan Soutar, waarvan hij won met 3-1 in sets. Tijdens de wedstrijd verdween Gotthardt even van het podium, omdat één van zijn darts in twee was gebroken. In de tweede ronde kwam Gotthardt uit tegen het achtste reekshoofd Stephen Bunting, waarvan hij met 1-3 in sets verloor.
Gotthardt nam in 2025 deel aan de Europese tour van de Q-School, waar hij op de tweede dag van Fase 2 een tourcard wist te bemachtigen door in de finale Steven Noster te verslaan met 6-5.

## Resultaten op Wereldkampioenschappen

### PDC
- 2025: Laatste 64 (verloren van Stephen Bunting met 1-3)